# Воинский устав

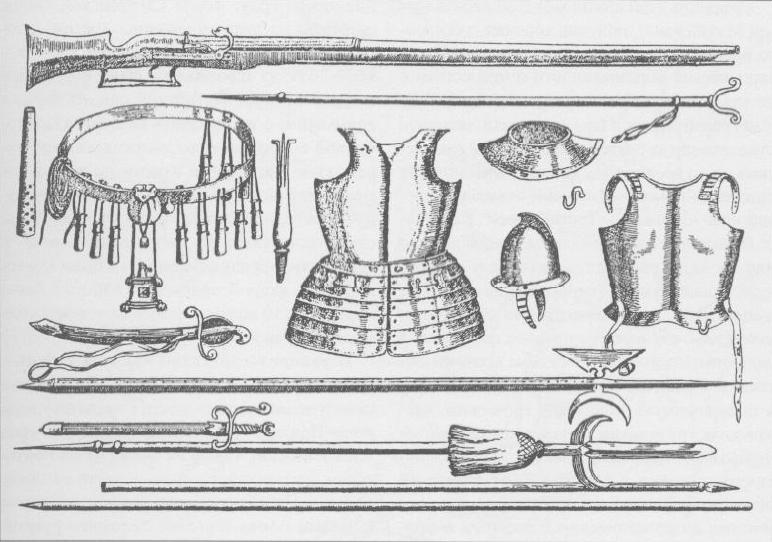
Рисунок «Снаряжение рядовых, урядников и начальных людей полков солдатского строя», источник: воинский устав «Учение и хитрость ратного строения пехотных людей», 1647 год.

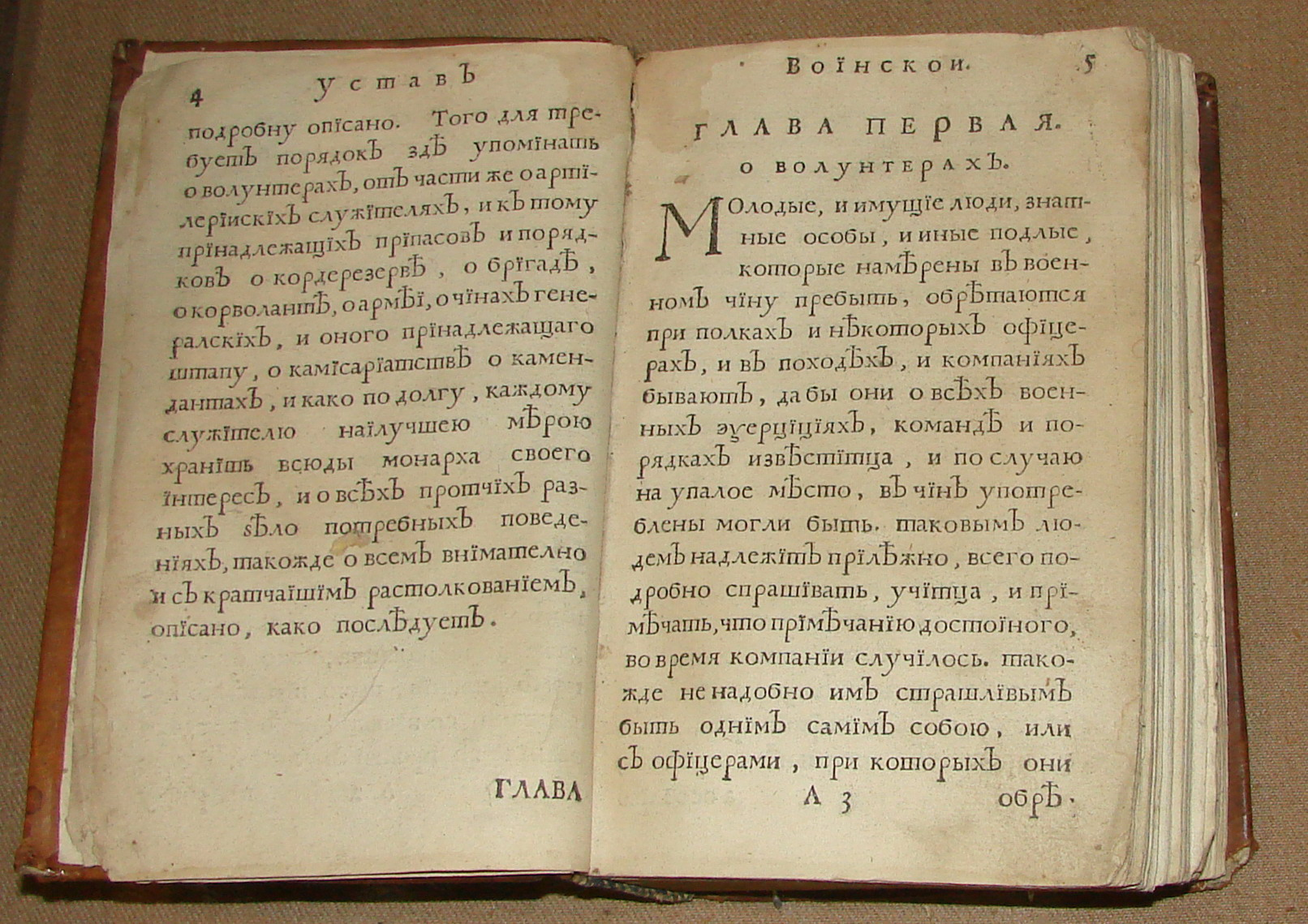
Воинский устав Петра I, 1716 года.

Во́инский уста́в — нормативно-правовой акт, регламентирующий функционирование вооружённых сил (ВС).
Уставы регламентируют повседневную деятельность военнослужащего и формирования, в различных сферах военного дела, и делятся на общевойсковые и боевые. Дела о серьёзных нарушениях статей уставов, например, о дезертирстве, предательстве, тяжких уголовных преступлениях, иных правонарушений, совершённых военнослужащими, рассматриваются специальным юридическим органом, носящим название военный суд.
Боевые уставы родов войск — официальные документы, определяющие цели, задачи, способы и принципы применения военнослужащего, подразделений, частей, соединений и объединений различных видов ВС, родов войск (сил) видов вооружённых сил, спецвойск при ведении самостоятельных и совместных боевых действий.

## Устав в ВС России

### Царский период
В ВС России воинские уставы появились, начиная с XVI века — в качестве таковых можно рассматривать документы:
- «Боярский приговор о станичной и сторожевой службе» (1571 года)
- Воинский Устав царя Василия Шуйского (1607 и 1621 годов)
- «Учение и хитрость ратного строения пехотных людей» (1647 года)
- Воинский устав Вейде 1698—1700 гг, составленный А. А. Вейде на основе шведского военного устава Карла XI и австрийских воинских уставов[1][2].

### Имперский период

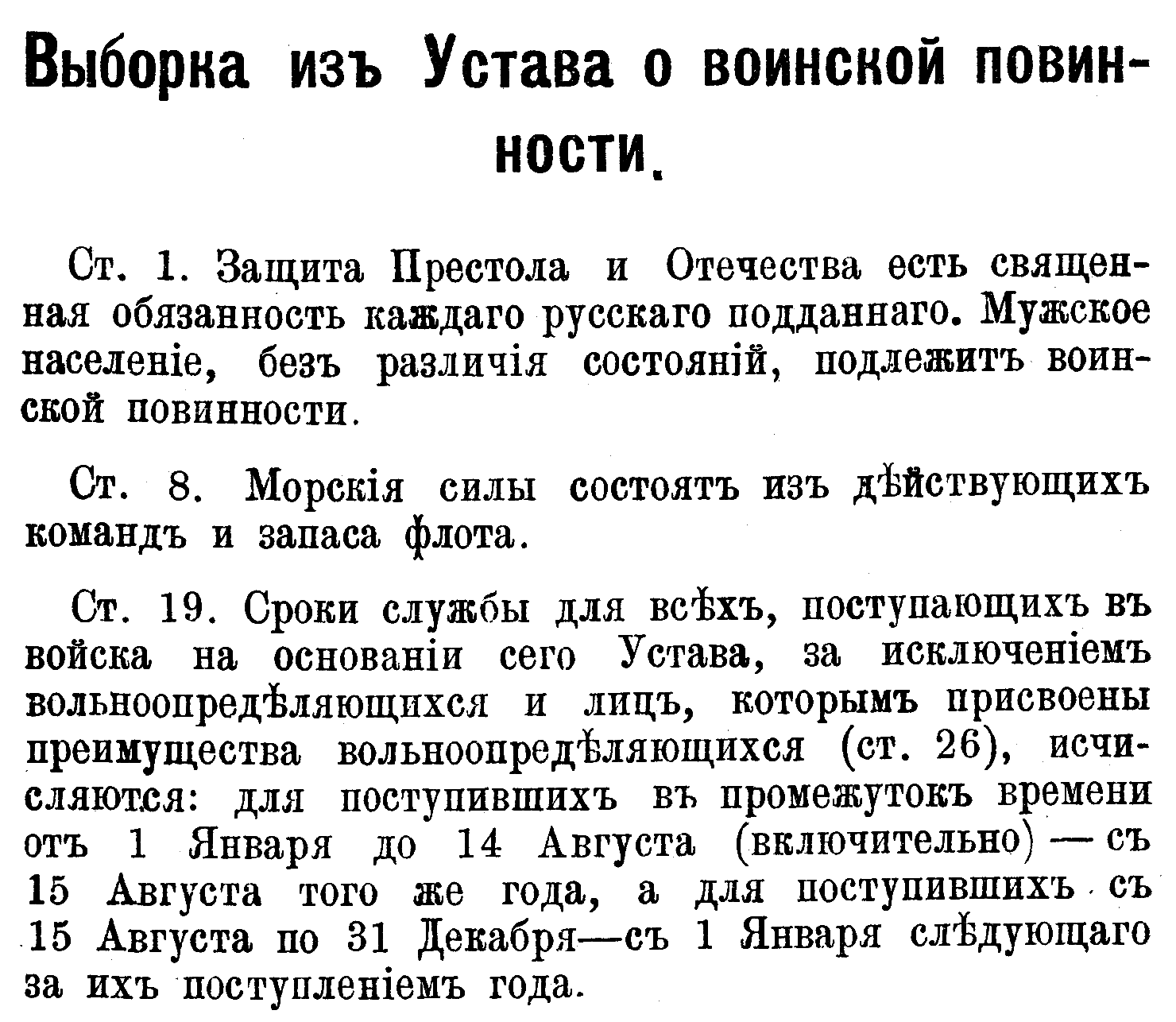
Выдержки из Устава в Ополченском билете 1903 г.

Создавая регулярную армию и флот (вооружённые силы), Пётр I разработал военные уставы:
- «Военный артикул» (1716 года)
- «Устав воинский сухопутный» (1716 года)
- Книга Устав морский о всем, что касается к доброму управлению, в бытность флота на море… (1720 года).

После смерти Петра I подготовкой уставов стали заниматься существенно реже:
- Устав военного флота составлен вице-адмиралом Г. Г. Кушелевым, (1795 года)[3].
- Устав воинский о должности генерал-фельдмаршалов и всего генералитета и прочих чинов, которые при войске надлежать быть, и оных воинских делах и повелениях, что каждому чинить должно. Санкт-Петербург, 1804 г.
- Морской устав (1853)
- Полевой устав (1881)
- Строевой кавалерийский устав (1898 года)
- Полевой устав (1904 года)
- Строевой устав конницы (1912 года)
- Полевой устав (для унтер-офицера) (1912 года)

В XVIII — начале XX веках в русской армии воинские уставы издавались неоднократно. Воинский устав, например, 1804 года, структурно подразделялся на три части: собственно Устав, Артикул воинский и Экзерциции. Первая часть формулировала армейскую структуру и функциональные задачи должностных лиц. Артикул регламентировал нормы поведения военнослужащих в совершенно конкретных случаях, с комментариями. Экзерциции являли собой упражнения с оружием. Устав и Артикул, написанные в обобщающих формулировках, не имели четких, кратких и недвусмысленных толкований норм морали, поведения и воинской чести. Наказания имели крайне ограниченный выбор: либо смерть, либо пожизненная каторга или галеры. Уставы той эпохи включали в себя общевоинский, строевой, дисциплинарный, а также гарнизонной и караульной службы одновременно. Например, Артикул 177 (Устава 1804 года) призывал: «от позорных и блядских песней достойно и надобно под наказанием удержаться…» (конкретного наказания не указано).
Артикул 167 в своей основе содержал гражданское уголовное начало: «Ежели кто женский пол, старую или молодую, замужнюю или холостую, в неприятельской или дружеской земле изнасильствует, оному голову отсечь или вечно на галеру послать по силе дела». Совершенно очевидно, что воинский устав начала XIX века имел зачатки современного международного гуманитарного права. Развитие военной науки потребовало в дальнейшем оформления «Устава», «Артикула» и «Экзерциции» в отдельные нормативно-правовые акты: боевой устав видов вооружённых сил, устав гарнизонной и караульной службы, общевоинский устав, различные наставления, дисциплинарный устав. Следует отметить, что последний, где были чётко и кратко сформулированы сущностные задачи воинской дисциплины, как таковой появился в 1840-х годах, и можно с большой вероятностью утверждать, что впервые в европейской военной науке сущностные задачи, цели и методы достижения воинской дисциплины были обозначены полковником квартирмейстерской части А. И. Хатовым в рукописи «О воинской дисциплине», преподнесённой императору Александру I и хранящейся ныне в отделе рукописей Российской Государственной библиотеки.

### Советский период
После Октябрьской социалистической революции 1917 года первые советские воинские уставы РСФСР были изданы уже в 1918 году:
- Устав внутренней службы Рабоче-Крестьянской Красной Армии
- Устав гарнизонной службы Красной Армии (приказ Народного Комиссара Обороны Союза ССР № 40 от 24.01.1941)

В 1919 году:
- Полевой устав Рабоче-Крестьянской Красной Армии — январь 1919[5]
- Временный полевой устав РККА 1925 — часть 2-я (дивизия — корпус), июнь 1925[5]
- Полевой устав РККА 1929 (ПУ-29) — 1929[5]
- Временный полевой устав РККА 1936 (ПУ 36) — 30 декабря 1936[5]
- Полевой устав РККА 1939 (ПУ-39) — 1939[5]
- Полевой устав РККА 1941 (ПУ-41) — 1941[5]
- Полевой устав РККА 1942 (ПУ-42) — 1942[5]
- Строевой устав Рабоче-Крестьянской Красной Армии
- Дисциплинарный устав Рабоче-Крестьянской Красной Армии
- Временный Устав внутренней службы РККА (1924) (отменён приказом НКО СССР от 21.12.1937 г. № 260).
- Временный Дисциплинарный устав РККА (1925) (отменён приказом НКО СССР от 12.10.1940 г. № 356).
- Устав внутренней службы РККА (УВС-37) (введён приказом НКО СССР от 21.12.1937 г. № 260).
- Дисциплинарный устав Красной Армии (1940) (введён приказом НКО СССР от 12.10.1940 г. № 356), Дисциплинарный устав Военно-Морского Флота (1940 г.), Дисциплинарный устав Вооружённых Сил Союза ССР (введён Приказом Министра Вооружённых Сил Союза ССР № 17 от 1 июня 1946 г.)

В СССР Воинские уставы утверждались Президиумом Верховного Совета СССР и имели силу закона для военнослужащих:
- Устав внутренней службы Вооружённых Сил СССР (утверждён Указом Президиума Верховного Совета СССР от 30.07.1975)
- Дисциплинарный устав Вооружённых Сил СССР (утверждён Указом Президиума Верховного Совета СССР от 30.07.1975; с изменениями согласно Указам Президиума Верховного Совета СССР от 16 октября 1980 г. и 24 декабря 1980 г.)
- Устав гарнизонной и караульной служб Вооружённых Сил СССР (утверждён указом Президиума Верховного Совета СССР от 30.07.1975), Устав гарнизонной и караульной служб Вооружённых Сил СССР (утверждён Указом Президиума Верховного Совета СССР от 22.08.1963; приказ Министра обороны СССР № 204 от 03.09.1963), Устав гарнизонной и караульной служб Вооружённых Сил Союза ССР (приказ Министра Вооруженных Сил СССР от 20.02.1950 № 23)
- Строевой устав Вооружённых Сил СССР
- Корабельный устав
- Боевой устав Сухопутных войск[6]

### Российская Федерация

#### Действовавшие ранее уставы

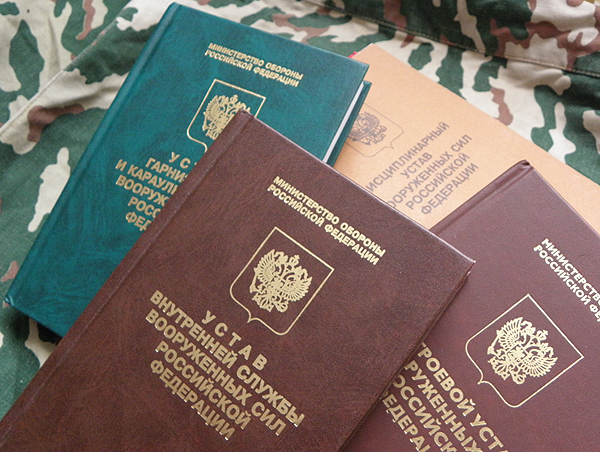
Общевоинские уставы ВС России.

- Дисциплинарный устав Вооружённых Сил Российской Федерации (введён в действие Указом Президента Российской Федерации от 14 декабря 1993 года № 2140. Отменён с 2008 г.)
- Строевой устав Вооружённых Сил Российской Федерации (введён в действие приказом Министра обороны Российской Федерации 1993 года № 600. Отменён с 2006 г.)
- Устав внутренней службы Вооружённых Сил Российской Федерации (введён в действие Указом Президента Российской Федерации от 14 декабря 1993 года № 2140. Отменён с 2008 г.)
- Устав гарнизонной и караульной службы Вооружённых Сил Российской Федерации (введён в действие Указом Президента Российской Федерации от 14 декабря 1993 года № 2140. Отменён с 2008 г.)
- Корабельный устав Военно-Морского флота Российской Федерации (введён в действие Приказом Главнокомандующего ВМФ 1995 года № 309. Отменён с 2001 г.)
- Корабельный устав Военно-морского флота Российской Федерации (введён в действие Приказом Главнокомандующего ВМФ от 1 сентября 2001 года № 350. Отменён с 2022 г.)

#### Система действующих на 2022 год уставовВооружённых Сил Российской Федерации
- Строевой устав Вооружённых Сил Российской Федерации[7] (введён в действие Приказом Министра обороны РФ от 11 марта 2006 г. № 111)
- Устав внутренней службы Вооружённых Сил Российской Федерации (введён в действие Указом Президента Российской Федерации от 10 ноября 2007 г. № 1495)
- Устав гарнизонной и караульной служб Вооружённых Сил Российской Федерации (введён в действие Указом Президента Российской Федерации от 10 ноября 2007 г. № 1495 — в период с момента введения до 25.03.2015 г. назывался «Устав гарнизонной, комендантской и караульной служб Вооружённых Сил Российской Федерации»)
- Дисциплинарный устав Вооружённых Сил Российской Федерации (введён в действие Указом Президента Российской Федерации от 10 ноября 2007 г. № 1495)
- Устав военной полиции Вооружённых Сил Российской Федерации (введён в действие Указом Президента Российской Федерации от 25 марта 2015 г. № 161)
- Корабельный устав Военно-морского флота Российской Федерации[8] (введён в действие Указом Президента Российской Федерации от 31 июля 2022 г. № 511)
- Боевые уставы (содержат информацию ограниченного распространения)

## Великобритания
Сборники собственно уставов, приказов и наставлений издаются с 1731 года под названиями «The Queen’s (или The King’s) Regulations», соответственно. Первоначально они представляли собой один том, к середине XIX века начали выходить раздельные тома для Королевского Флота и армии; позже добавился том, посвящённый ВВС. На данный момент используются следующие издания:
- The Queen’s Regulations for the Royal Navy (1997)
- The Queen’s Regulations for the Army (1975)[9]
- The Queen’s Regulations for the Royal Air Force (1999)

## Германия
В послевоенное время выходят как общевойсковые уставы (zentrale Dienstvorschriften, ZDv), так и для отдельных родов войск (HDv, LDv и MDv для сухопутных войск, Люфтваффе и Бундесмарине, соответственно), а также технические наставления и руководства для служб, не входящих в структуру Министерства обороны, как то: федеральная погранслужба, полиция, пожарная охрана, служба технической помощи и проч.